# Norrbomia hispanica
Norrbomia hispanica är en tvåvingeart som först beskrevs av Oswald Duda 1923.  Norrbomia hispanica ingår i släktet Norrbomia och familjen hoppflugor. Arten har ej påträffats i Sverige. Inga underarter finns listade i Catalogue of Life.